# Nelspruit
Nelspruit
Nelspruit, ou oficialmente Ambombela, é uma cidade de 221.474 habitantes (2000) situada na região nordeste da África do Sul a 619m de altitude. É a capital da província de Mepumalanga (ex-Transvaal). Localizada no vale do rio Crocodilo, Nelspruit fica 100 km a oeste da fronteira com Moçambique e a 330 km a leste da cidade de Joanesburgo.

## História
Nelspruit foi fundada em 1905 pelos irmãos Gert, Louis e Andries Nels que compraram as terras da região em 1890. O presidente Paul Kruger fez da cidade a última capital do governo da República Sul-africana, um estado bôer independente na Guerra dos Bôeres.
Com o desenvolvimento das estradas de ferro a partir de 1902, Nelspruit tornou-se um centro econômico e turístico na rota para Moçambique e para o Parque Nacional Kruger.
Em um recenseamento em 1991, a cidade contava oficialmente com somente 21.000 habitantes, mas só os residentes brancos eram contados. Os negros não podiam morar na cidade e viviam em "townships" ou em outras comunidades das redondezas.
A região produz grande quantidade de frutas e legumes, dentre eles 1/3 da produção sul-africana de laranja.
A cidade tem um aeroporto, o Aeroporto Internacional Kruger Mepumalanga, que é utilizado para vôos para Johannesburgo. A cidade também é sede do Instituto de Pesquisas Governamentais para Cítricos e Frutas Subtropicais e o Jardim Botanico Lowveld.
Em outubro de 2009, o governo sul-africano renomeou a cidade para "Ambombela" (já que Nelspruit é um nome colonizador e africâner), o nome do município local. A Câmara de Negócios e Turismo de Kruger Lowveld posteriormente recorreu ao Tribunal Superior da África do Sul para contestar a decisão, citando a falta de consulta e de fundos da cidade disponíveis para pagar as mudanças de placas de trânsito e nomes de sítios de interesse. Por fim, a mudança de nome foi confirmada em maio de 2014 pelo Tribunal Superior de Gautengue Norte. Ambombela significa "muitas pessoas juntas em um pequeno espaço" em língua suázi.

## Economia

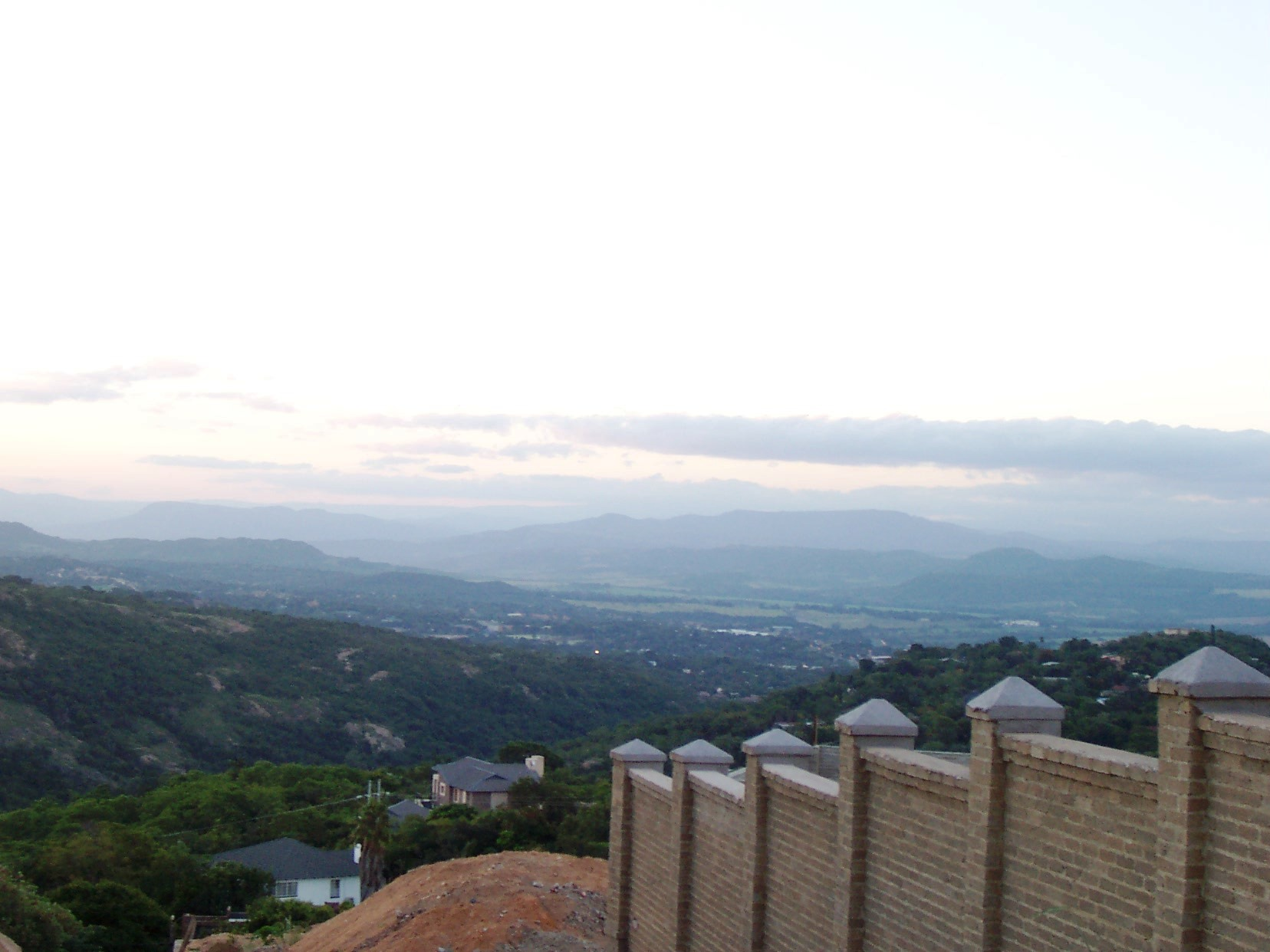
Vista da cidade de Nelspruit

A economia de Ambombela possui forte ligação com a fruticultura e com o turismo ambiental e natural. Neste último aspecto, a cidade detem o título de "Capital Selvagem da África" por causa do Parque Nacional de Kruger, a maior reserva de caça da África do Sul. O parque tem uma área total de 18,9 quilômetros quadrados. O local também abriga as Quedas Mac Mac ("Mac Mac Falls"), onde os turistas podem visitar cachoeiras e mergulhar em lagoas de água cristalina que podem chegar até 65 metros de profundidade.
A cidade ainda abriga o Jardim Botânico Lowveld e é cercada de montanhas.

## Infraestrutura
A localidade é servida por uma das mais importantes estações ferroviárias do Caminho de Ferro de Ressano Garcia.

## Esportes

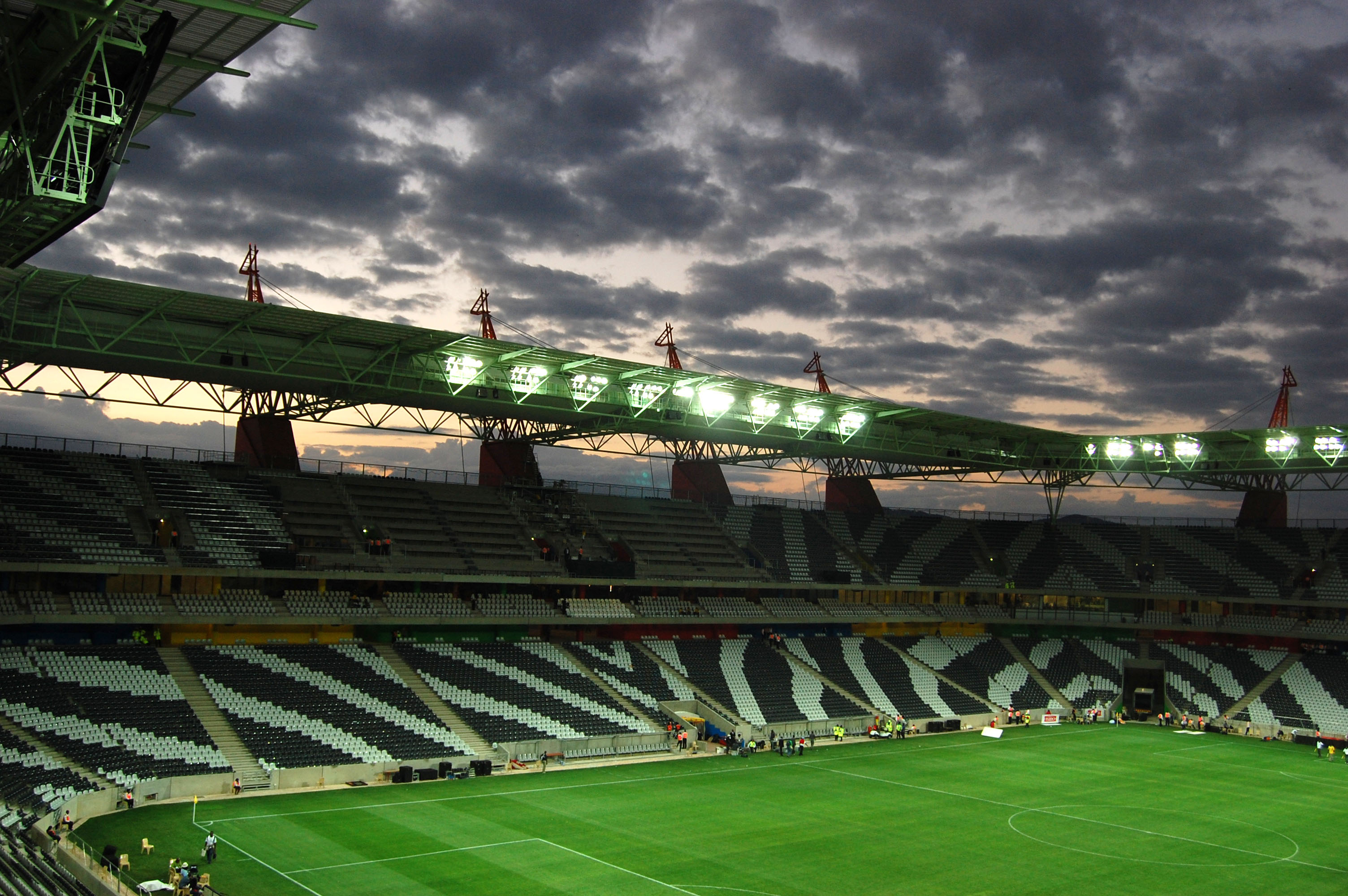
Estádio Ambombela.

Nelspruit foi escolhida em 2006 como uma das sedes da Copa do Mundo de 2010. Por isso foi construído um novo estádio de futebol na cidade. Seu nome é Estádio Ambombela, tem capacidade para 40.000 pessoas e sediou os jogos da primeira fase da Copa do Mundo.